# Canti
Canti is een bestuurslaag in het regentschap Lampung Selatan van de provincie Lampung, Indonesië. Canti telt 1668 inwoners (volkstelling 2010).